# Johan Henrik Andresen (1815–1874)
För andra personer med namnet Johan Henrik Andresen eller Johan H. Andresen, se Johan Henrik Andresen
Johan Henrik Andresen, född 25 mars 1815 i Kristiania (nuvarande Oslo), död 5 juni 1874, var en norsk industriman och politiker.
Johan Henrik Andresen var ett av elva barn till Nicolai Andresen och Engel Johanne Christiane Reichborn. Han var bror till bankiren Nicolay August Andresen (1812–1894) och gruvägaren Carl Ferdinand Andresen (1824–1890). Han utbildade sig vid Møllers Institut i Christiania.
När fadern drog sig tillbaka från ledningen i familjeföretaget 1845, övertog brodern Nicolay August bankirverksamheten och Johan Henrik handelsrörelsen. Johan Henrik Andresen köpte J. L. Tiedemanns Tobaksfabrik av Johann Ludwig Tiedemann 1849. Han utvecklade företaget väsentligt. Han var ledamot av Christianias stadsstyrelse 1856–1863 och suppleant som stortingsman för Christiania, Hønefoss och Kongsvinger 1868–1869 och 1871–1873. 
Han gifte sig 1852 med Petra Juell (1829–1917) och far till Nicolai Andresen, farfar till Johan H. Andresen (1888–1953) och farfarsfarfar till Johan H. Andressen (född 1961).